# Claviticinella
Claviticinella es un género de foraminífero planctónico de la subfamilia Ticinellinae, de la familia Rotaliporidae, de la superfamilia Rotaliporoidea, del suborden Globigerinina y del orden Globigerinida. Su especie tipo es Claviticinella digitalis. Su rango cronoestratigráfico abarca el Albiense superior (Cretácico inferior).

## Descripción
Claviticinella incluía especies con conchas trocoespiraladas, de forma discoidal-globular a digitada; sus cámaras eran inicialmente globulares, después ovaladas alargadas radialmente; sus suturas intercamerales eran rectas o ligeramente curvas e incididas; su contorno era fuertemente lobulado a digitado; su periferia era redondeada, con banda imperforada en las cámaras globulares iniciales; su ombligo era estrecho; su abertura era interiomarginal, umbilical-extraumbilical, con forma de arco asimétrico amplio y bajo, y rodeada con un estrecho pórtico; parte de las sucesivas aberturas podían permanecer como relictas fusionando sus pórticos en el área umbilical; presentaba pared calcítica hialina, densamente perforada, y de superficie lisa a punteada.

## Discusión
Clasificaciones posteriores han incluido Claviticinella en la Superfamilia Globigerinoidea.

## Paleoecología
Claviticinella incluía especies con un modo de vida planctónico, de distribución latitudinal cosmopolita, y habitantes pelágicos de aguas superficiales a profundas (medio epipelágico a batipelágico superior).

## Clasificación
Claviticinella incluye a la siguiente especie:
- Claviticinella digitalis †